# Surplouf le petit corsaire
Surplouf le petit corsaire - serie intitolata anche, a seconda dell'episodio, Surplouf et ses corsaires - è una serie di fumetti creata dal fumettista e sceneggiatore francese Jean Cézard. È stata pubblicata dal 1973 al 1977 sul giornale Pif Gadget.
Surplouf, il protagonista, è un giovane adolescente al comando di una nave corsara nel XVIII secolo. La nave è interamente governata da un gruppo di bambini e adolescenti, amici di Surplouf. Il fumetto racconta le loro avventure come corsari, alla ricerca di tesori e salvando prigionieri.

## Personaggi

### L'equipaggio
- Surplouf: ex ragazzo di bordo sul brigantino del capitano Carnass, Surplouf si è unito a un gruppo di bambini mentre scappava da lui. Insieme hanno recuperato un vecchio galeone spagnolo abbandonato. Prende i gradi di capitano del galeone mentre i bambini formarono l'equipaggio. Nonostante la giovane età, Surplouf è forte, agile e un vero virtuoso della spada. Il suo nome deriva ovviamente dal corsaro francese Robert Surcouf, un gioco di parole sull'onomatopea marittima "plouf".
- Touvu: il membro più giovane dell'equipaggio, Touvu è anche il secondo in comando di Surplouf. Nei primi episodi, indossava pantaloni troppo grandi per lui che spesso lasciavano scoperte le natiche. In seguito, ha indossato una cintura.
- Ruru: Tuttofare a volte, Ruru è l'artificiere del galeone con grande abilità nel colpire il bersaglio.
- Plume: un po' più grasso dei suoi compagni, è anche il più avido.
- Léveillé: Come Plume, il suo nome è ironico perché nel suo caso è stanco dalla nascita.
- Frottefort: l'incaricato dei lavori domestici.
- Petit Duc: l'unico dell'equipaggio a indossare abiti eleganti. È anche un eccellente nuotatore.
- Le Bègue: la vedetta, sempre appollaiata in cima all'albero maestro. Come suggerisce il nome, soffre di balbuzie, non solo quando parla ma anche quando pensa.
- Emilie: l'unica ragazza dell'equipaggio. Serve come cuoca e talvolta come infermiera. Il galeone viene chiamato "La Belle Emilie" in suo onore.

In origine, l'equipaggio era composto da un numero qualsiasi di personaggi generici. Alcuni, come Emilie, Touvu e Ruru, sono stati ampliati, altri sono stati creati o modificati con personalità distinte, mentre gli altri sono semplicemente scomparsi.
Si ricorda che Surplouf e i suoi corsari sono gli unici bambini della serie, mentre tutti gli altri personaggi ricorrenti sono adulti.

### i cattivi
- Carnass: bruto senza scrupoli, capitano della sua nave e nemico giurato di Surplouf.
- Vasco de Gamelle: primo compagno di Carnass, il cui nome è una parodia di Vasco de Gama. Stranamente per un marinaio, odia il contatto con l'acqua.
- Sir Grotif: Governatore delle Barbados. Vive in un certo lusso, il cui abuso a volte lo fa soffrire, come l'obesità e i periodici attacchi di gotta. Il suo odio per Surplouf rivaleggia con quello di Carnass. Il testo lascia intendere che abbia una relazione sentimentale con una regina che non è mai apparsa in immagini e non è mai stata nominata.

### Altri
- Sir Mastic Lagomme: decano e governatore dell'Isola delle Tartarughe.